# Сан Дијего (Тексас)
Сан Дијего (енгл. San Diego) град је у америчкој савезној држави Тексас. По попису становништва из 2010. у њему је живело 4.488 становника.

## Демографија
Према попису становништва из 2010. у граду је живело 4.488 становника, што је 265 (5,6%) становника мање него 2000. године.
| Група             | 2000.         | 2010.         |
| Белци             | 135 (2,8%)    | 239 (5,3%)    |
| Афроамериканци    | 13 (0,3%)     | 17 (0,4%)     |
| Азијати           | 1 (0,0%)      | 4 (0,1%)      |
| Хиспаноамериканци | 4.604 (96,9%) | 4.220 (94,0%) |
| Укупно            | 4.753         | 4.488         |